# Had Echkalla
Had Echkalla (în arabă حد الشقالة) este o comună din provincia Relizane, Algeria.
Populația comunei este de 6.712 locuitori (2008).